# Really Simple Syndication
Really Simple Syndication (RSS 2.0) – rodzina formatów sieciowych, opartych na języku XML służących do publikacji często zmieniających się treści, takich jak wpisy blogów, wiadomości. Dokument RSS, często zwany „kanałem”, zazwyczaj zawiera streszczoną formę wiadomości ze skojarzonej strony WWW lub jej pełny tekst. RSS umożliwia użytkownikom automatyczne bycie na bieżąco z treścią ulubionych serwisów sieciowych.
Ponieważ specyfikacja RSS 2.0 pozostaje własnością Uniwersytetu Harvarda i nie jest już rozwijana, a zawiera błędy i niejasności (np. brak obsługi HTML w treści wpisów), opracowano następcę RSS 2.0 pod nową nazwą – Atom.

## Zasady działania
Umieszczony na serwerze plik w formacie RSS można subskrybować w specjalnym czytniku RSS, zarówno w samodzielnym programie, jak i we wtyczce do przeglądarki internetowej, a także w niektórych programach pocztowych. Użytkownik pobiera nagłówki wiadomości (tytuły i krótkie opisy) i może wczytać interesujące go informacje ze strony WWW. RSS daje możliwość jednoczesnego abonowania wielu źródeł informacji i przeglądania nagłówków oraz czytania wiadomości w jednym programie, bez konieczności odwiedzania poszczególnych stron.

## Przykład RSS 2.0
W poniższym przykładzie zawarte są podstawowe informacje.
```
<?xml version="1.0" encoding="UTF-8"?>

<rss
 
version=
"2.0"
>

 
<channel>

  
<title>
Wiadomości
</title>

  
<link>
http://przykladowy_adres.pl/
</link>

  
<description>
Informacje
 
o
 
nowościach
 
naszej
 
firmy
</description>

   
<item>

     
<title>
Nowa
 
myszka
 
w
 
sprzedaży!
</title>

     
<pubDate>
Sun,
 
19
 
May
 
2007
 
16:41:43
 
GMT
</pubDate>

     
<link>
http://przykladowy_adres.pl/rss/info001.html
</link>

     
<description>
Nowa
 
myszka
 
optyczna
 
firmy
 
Mouse
 
Ltd.
 
wchodzi
 
na
 
rynek.

     
W
 
ramach
 
promocji
 
przewidziana
 
jest
 
bardzo
 
atrakcyjna
 
cena.
</description>

     
<enclosure
 
url=
"http://przykladowy_adres.pl/nazwa_pliku.mp3"
 
size=
"rozmiar_w_bajtach"
 
type=
"audio/mpeg"
/>

   
</item>

 
</channel>

</rss>

```

## Opis podstawowych pól
Wewnątrz pola <channel> muszą znajdować się pola:
- <title>...</title> – tytuł kanału
- <link>...</link> – link główny kanału (np. do strony zawierającej więcej informacji o ostatnich wiadomościach)
- <description>...</description> – opis ogólny kanału
- <enclosure.../> – adres pliku dołączonego do wpisu, na przykład odcinka podkastu. Używany w podkastach

Wewnątrz pola <item> wszystkie pola są opcjonalne, jednak musi się tam znaleźć co najmniej jedno z pól: <title> albo <description>. W polu <link> znajduje się link wiadomości (np. do strony zawierającej więcej informacji o tej wiadomości). Bardzo dobrym zwyczajem jest stosowanie znacznika <pubDate> w celu przekazania daty dodania informacji. Zawartość tego pola ma postać: Thu, 9 Aug 2007 10:33:30 +0200.